# Lloydia flavonutans
Lloydia flavonutans är en liljeväxtart som beskrevs av Hiroshi Hara. Lloydia flavonutans ingår i släktet Lloydia och familjen liljeväxter. Inga underarter finns listade.